# Zweiseithof An der Unterführung 5 (Radebeul)
Der Zweiseithof An der Unterführung 5 liegt im Stadtteil Naundorf der sächsischen Stadt Radebeul, am Rand der alten Ortslage und nahe der Eisenbahntrasse Leipzig–Dresden.

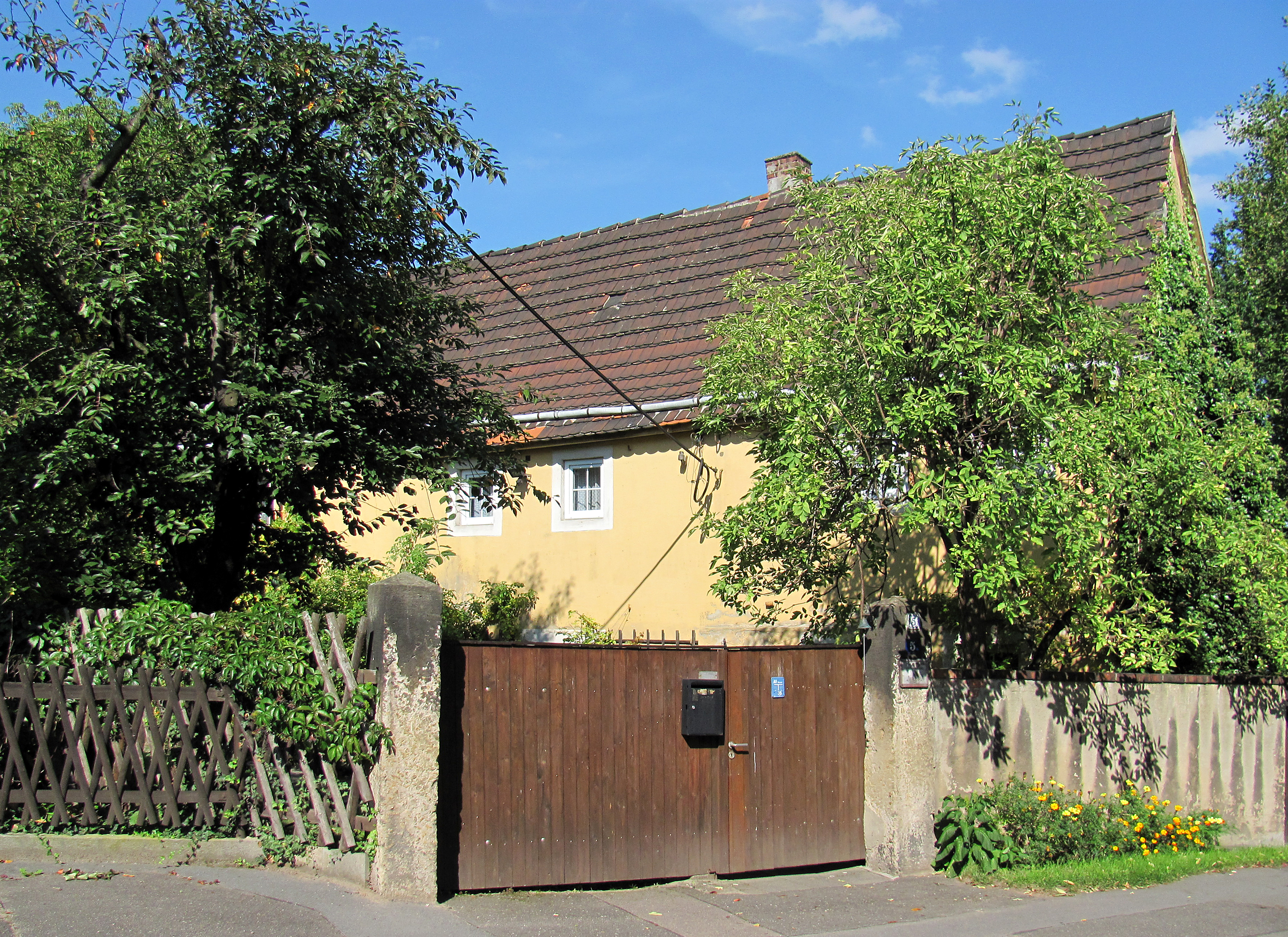
Bauernhaus An der Unterführung 5

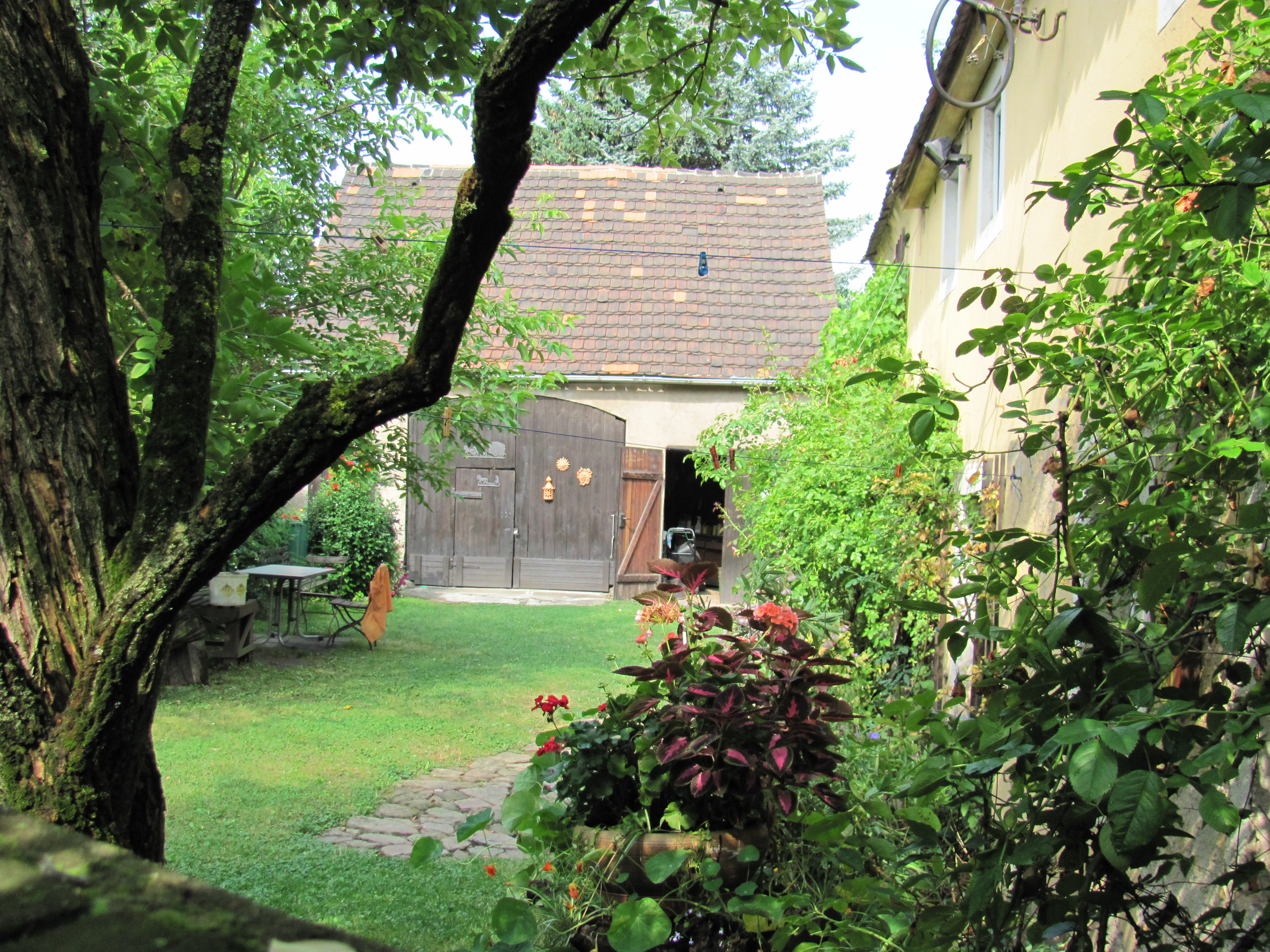
Scheune An der Unterführung 5

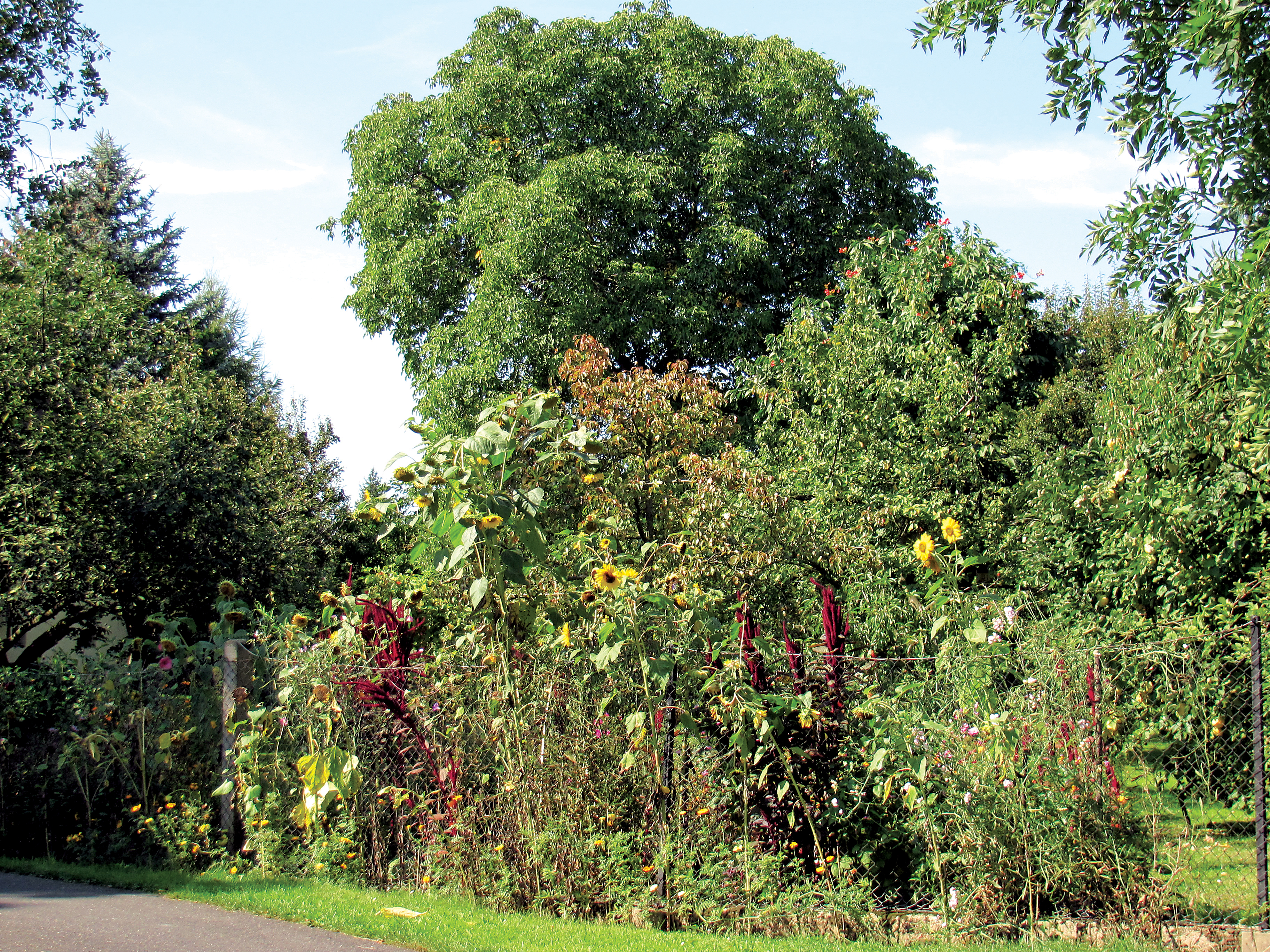
Garten des Zweiseithofs An der Unterführung 5, rechts vom Bauernhaus

## Beschreibung
Das ehemalige Wohnstallhaus und die Scheune des Zweiseithofes stehen gemeinsam unter Denkmalschutz. Das kleine zweigeschossige Wohnstallhaus, unten massiv und im Obergeschoss mit Fachwerk, ist schlicht verputzt und hat ein ziegelgedecktes Satteldach. Das Gebäude ist giebelständig ausgerichtet und liegt vorn an der Straße.
Hinten im Hof und zu diesem quer ausgerichtet steht die Scheune, auf der dem Bahndamm abgewandten Seite zum Dorf hin, ebenfalls schlicht verputzt und mit einem ziegelgedeckten Satteldach. In der Scheune befindet sich ein stichbogiges Tor.
Die Hofeinfahrt wird durch einfache Sandsteinpfeiler gebildet, die das Einfahrtstor halten.
Der preisgekrönte Bauerngarten liegt hinter dem Hof bzw. auf der Seite zum Bahndamm hin.

## Geschichte
Die außerhalb der Naundorfer Altgemeinde am Anger gelegenen Grundstücke entstanden zum Teil gegen Ende des 16. Jahrhunderts, insbesondere die Anwesen der heutigen Coswiger Straße, der Straße An der Unterführung und des Horkenweges, sowie die beiden den ursprünglich offenen Anger abschließenden Grundstücke Altnaundorf 18 (im Norden) und Altnaundorf 38 (im Süden).
Das heutige Wohnhaus wurde um 1800 errichtet. Im Jahr 1868 ließ sich der „Haus- und Feldbesitzer“ Johann Gottfried Peschel von dem Baumeister Moritz Große eine neue Scheune nach dessen Entwurf bauen.
Die Eigentümer erhielten im Jahr 2001 für das „malerisch am Bahndamm“ gelegene Grundstück den Radebeuler Bauherrenpreis in der Kategorie: Sonderpreis für Freiflächen- und Gartengestaltung. „Mit einfachen Gestaltungsmitteln wurde eine Oase der Ruhe mit Nutzpflanzenanbau, Ziergarten, Fassadenbegrünung und Obstgarten geschaffen, die zum Verweilen einlädt“ und „eine der landschaftlichen Ortstypik entsprechende Gestaltung wider[spiegelt]“.